# Nashville SC
A Nashville egy amerikai labdarúgócsapat, amely a Major League Soccerben szerepel. Székhelye Tennessee állambeli Nashville-ben található. A csapat 2020 óta tagja az MLS-nek, előtte a USL-ben szerepeltek. Hazai mérkőzéseiket a Geodis Parkban játsszák, amely 30 000 fő befogadására alkalmas. A csapat tulajdonosai John Ingram, a Turner-család és a Wilf-család.

## Történet

### Labdarúgás Nashvilleben
Mielőtt Nashville kapott egy MLS-csapatot, a városnak több csapata is volt alacsonyabb szinteken. A Nashville Metros 1989-től 2012-ig játszottak, és a Nashville FC, amely pedig a NPSL-be játszottak 2013-tól 2016-ig. A városnak két NCAA Division I csapata is van, a Belmont Bruins és a Lipscomb Bisons. A Vanderbilt Commodores szintén játszott Division I szinten 2005-ig. Mindezek előtt a Nashville Diamonds az akkori másodosztállyal megfelelő American Soccer League-ben szerepelt 1982-ben.
A Nashville FC-t egy rajongói csoport alapította. Chris Jones, a Nashville FC elnöke inspirációnak az FC United of Manchester-t nevezte meg. A csapat első meccseit a Vanderbilt Stadionban játszotta. Az NPLS-csapat 2017-re el akart jutni a harmadosztálynak megfelelő United Soccer Leaguebe és 2020-ra a másodosztályba a Division II NASL-be. 2016-ban a USL franchise jogokat adott egy nashville-i csoportnak. A Nashville FC eladta a csapatnevét, a logóját, a színet az új USL-csapatnak, a Nashville SC-nek, 1% részvényért és egy szavazói helyért a csapat vezetőségében.

### MLS
2016 augusztusában Nashville-i üzletemberek megalapították a Nashville MLS Organizing Committee-t, hogy pénzügyi támogatást szerezzenek egy MLS stadionra. A csoport, melynek vezetője Bill Hagerty volt, egy MLS-csapatot akart rögtön, anélkül, hogy fel kéne jutniuk az amerikai futballpiramison. A csapat teljes mértékben támogatta a Nashville SC-t, amely 2018-ban kezdett el játszani. A két csoport támogatta egymást, hogy a sportot fejlesszék Tennesseeben. 2017 októberében bemutatták a terveiket egy 275 millió dolláros stadionra, amelyet a város novemberben hagyott jóvá.
2017 januárjában indították el a pályázatot az MLS-nél. 2017. március 4-én John Ingram, a Nashville Holdings LLC neve alatt többségi tulajdonjogot vásárolt a csapatban. Mindez azután, hogy Nashville a tíz döntős város egyike közé került a versenyben, amely négy MLS helyért írtak ki. 2017 augusztusában Mark, Zygi és Leonard Wilf, a Minnesota Vikings tulajdonosai csatlakoztak a csoporthoz, miután egy minnesotai MLS-csapat létrehozására kiírt pályázatuk sikertelen lett.
2017. december 19-én jelentek meg először hírek, hogy Nashville megnyerte a pályázatot. 2017. december 20-án lett hivatalos a bejelentés, hogy a csapat 2020-ban csatlakozik az MLS-hez. 2018. május 21-én Ian Ayre lett kinevezve a csapat ügyvezető igazgatójaként. 2019. február 20-án a franchise bejelentette, hogy az MLS-csapat neve Nashville Soccer Club lesz, mint a USL-ben szereplő elődjének.
A Nashville SC első MLS mérkőzése 2020. február 29-én zajlódott le az Atlanta United FC ellen a Nissan Stadionban 59 ezer néző előtt, amivel Tennessee legtöbbet megtekintett labdarúgó eseménye lett. Walker Zimmerman lőtte a csapat első gólját a 2-1-es vereség során. 2020. március 12-én az MLS felfüggesztette a szezont 30 napra a COVID-19-pandémia miatt, amelyet később május 20-ig hosszabbítottak meg. Június 10-én az MLS bejelentette az MLS is Back Tournament-et, amelyben a Nashville SC COVID-19 esetek miatt nem tudott részt venni. A következő mérkőzésük augusztus 12-én volt, az FC Dallas elleni győzelem során.

## Játékoskeret
2023. június 13. szerint.
| #  |     | Poszt | Név               |
| -- | --- | ----- | ----------------- |
| 1  | USA | K     | Joe Willis        |
| 2  | USA | V     | Daniel Jovitz     |
| 3  | CAN | V     | Lukas MacNaughton |
| 4  | USA | V     | Nick DePuy        |
| 5  | USA | V     | Jack Maher        |
| 6  | USA | KP    | Dax McCarty       |
| 7  | HTI | CS    | Fafà Picault      |
| 8  | CRI | CS    | Randall Leal      |
| 10 | GER | KP    | Hany Mukhtar      |
| 11 | USA | CS    | Ethan Zubak       |
| 12 | USA | CS    | Teal Bunbury      |
| 13 | USA | V     | Joey Skinner      |
| 14 | CAN | CS    | Jacob Shaffelburg |
| 16 | ENG | V     | Laurence Wyke     |
| 18 | USA | V     | Shaq Moore        |
| 19 | USA | KP    | Alex Muyl         |

| #  |     | Poszt | Név                |
| -- | --- | ----- | ------------------ |
| 20 | PAN | KP    | Aníbal Cesis Godoy |
| 21 | USA | V     | Ahmed Longmire     |
| 22 | USA | V     | Josh Bauer         |
| 23 | USA | V     | Taylor Washington  |
| 24 | SVK | KP    | Ján Greguš         |
| 25 | USA | V     | Walker Zimmerman   |
| 26 | USA | KP    | Luke Haakenson     |
| 27 | CMR | KP    | Brian Anunga       |
| 28 | USA | CS    | Tyler Freeman      |
| 29 | USA | CS    | Nebiyou Perry      |
| 30 | USA | K     | Elliot Panicco     |
| 54 | USA | KP    | Sean Davis         |
| 67 | USA | K     | Ben Martino        |
| 77 | USA | CS    | Adem Sipić         |
| 91 | FRA | KP    | Kemy Amiche        |

## Szponzorok
| Időszak | Mezgyártó | Mezszponzor (mellkas) | Mezszponzor (kar) | For.   |
| ------- | --------- | --------------------- | ----------------- | ------ |
| 2020–   | Adidas    | Renasant Bank         | Hyundai           | [ 23 ] |